# Die schweigende Welt
Die schweigende Welt (Originaltitel: Le Monde du silence) ist ein Dokumentarfilm des französischen Meeresforschers Jacques-Yves Cousteau und des damals noch unbekannten französischen Nachwuchsregisseurs Louis Malle aus dem Jahr 1956. Der Farbfilm behandelt lose aneinander gereihte Episoden einer zweijährigen Unterwasser-Expedition (1954–1955), die Cousteau gemeinsam mit der Mannschaft seines Forschungsschiffs Calypso durch das Mittelmeer, das Rote Meer, den Indischen Ozean und den Persischen Golf unternahm. Die Forschungsreise wurde vom französischen CNRS und der US-amerikanischen National Geographic Society finanziert. Cousteau kommentiert die Bilder aus dem Off und liefert u. a. kurze Erklärungen zur Unterwassertechnik, zum Schwammtauchen und Tiefenrausch, zur Verständigung der Delfine und zu Korallenriffen. Neben den Unterwasseraufnahmen wird auch der Alltag an Bord der Calypso gezeigt.
Der Film gewann als erster Dokumentarfilm den Hauptpreis der Internationalen Filmfestspiele von Cannes sowie einen Oscar. Er zählt heute zu den bedeutendsten Beiträgen des Unterwasserfilms, dem nach ähnlichem Muster weitere international erfolgreiche Film- und Fernsehproduktionen von Cousteau folgten.

## Handlung
Der Film beginnt mit einer Stafette Taucher, die mit Unterwasserfackeln dem Meeresgrund entgegen tauchen, um in 50 Meter Tiefe ein Korallenriff zu erforschen.
Der bekannte Ozeanograf Jacques-Yves Cousteau unternimmt auf der Calypso eine Forschungsreise durch das Mittelmeer, das Rote Meer, den Indischen Ozean und den Persischen Golf. Die Mannschaft mit Cousteaus langjährigen Vertrauten Frédéric Dumas und Philipp Daé besteht aus insgesamt zwölf Tauchern, Wissenschaftlern aus Universitäten, Museen und Labors sowie einem Dackel. Das Forschungsschiff Calypso ist u. a. mit einem Autopiloten, einem Echolot und einer Druckausgleichskammer ausgestattet. Über einen Unterwasserschacht in der Mitte des Schiffs, der über die Küche führt, können auch Tauchgänge bei schlechtem Wetter durchgeführt werden. Außerdem verfügt die Calypso über einen Beobachtungsraum unter dem Bug. Für die Forschungsreise hat André Laban eine mit einem Kunststoffgehäuse versehene wasserdichte Kamera konstruiert, die Filmaufnahmen unter Wasser ermöglicht. Der mit zur Mannschaft gehörende Professor Harold Edgerton hat außerdem automatische Kameras konstruiert, die neben der Nansenflasche in eine Meerestiefe von bis zu 2000 Metern hinabgelassen werden können. Die Geräte verfügen über 30 Meter Film und ein elektronisches Blitzlicht, das alle 15 Sekunden auslöst. So können in drei Stunden 800 Unterwasser-Aufnahmen produziert werden, die auf der Calypso sofort entwickelt werden können.

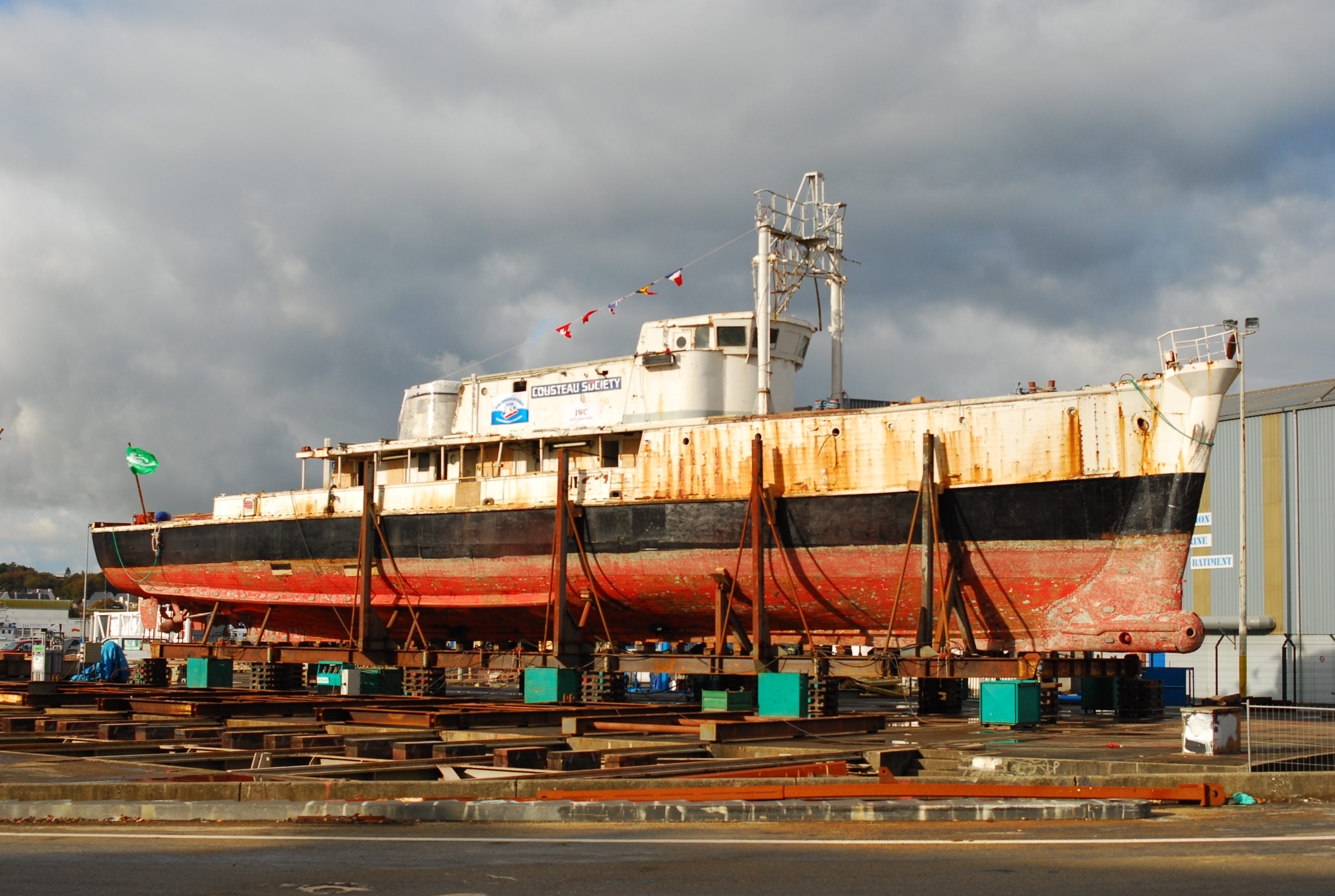
Die Calypso im Trockendock (2007)

Zu Beginn ihrer Reise trifft die Mannschaft der Calypso auf griechische Schwammtaucher. Auf der Jagd nach Langusten taucht André Laban tiefer als 50 Meter. Er erliegt laut Cousteau fast dem Tiefenrausch und muss in die Dekompressionskammer.
In tropischen Gewässern begegnet die Crew Schwärmen von Delfinen. Frédéric Dumas und Albert Falco tauchen an einem Korallenriff bis zu 75 Meter tief und machen Filmaufnahmen. Proben werden vom Riff genommen und dabei Korallen beschädigt. Ebenfalls gezeigt werden Aufnahmen von Seegurken, Kugelfischen und Meeresschildkröten. Mit Hilfe von Dynamitfischerei erfassen Wissenschaftler „systematisch“ alle am Korallenriff lebenden Spezies. Einige Exemplare werden in Formalin konserviert. Gleichzeitig wird der Einsatz von Tauchscootern erprobt und die Taucher bilden teilweise Stafetten. Mit Hilfe von Radar und Echolot spürt die Mannschaft den im Roten Meer versenkten englischen Frachter Thistlegorm auf und erkundet diesen.
Im Indischen Ozean wird die Calypso von einem Monsun überrascht, trifft am Äquator auf Fliegende Fische und Pottwale. Bei der Beobachtung der Walgruppe kollidiert der Schiffsbug mit einem ausgewachsenen Exemplar. Später gerät ein etwa sechs Meter langes Pottwalkalb unter das Schiff und wird von der Schiffsschraube schwer verletzt. Das stark blutende Tier wird von der Mannschaft der Calypso schließlich an der Schwanzflosse angetäut und mit einem Gewehrschuss erlöst. Der Kadaver lockt 30 Grau- und Blauhaie an, die von zwei Tauchern aus einem Käfig heraus beim Fressen gefilmt werden. Später zieht die Mannschaft – laut Cousteau aufgrund ihres Abscheus vor diesen Tieren – zahlreiche Haie mit Angeln, Harpunen oder Seilen aufs Boot und erschlägt diese.
Auf einer unbewohnten tropischen Insel begegnet die Mannschaft Riesenschildkröten. Einige Männer „spielen“ mit den Tieren – setzen oder stellen sich auf die Schildkröten. Auch treffen sie auf Palmendiebe und werden auf einen Mann aufmerksam, der nach Eiern der Riesenschildkröten gräbt, die sich gerade in der Paarungszeit befinden. Es entstehen Aufnahmen von Paarungsversuchen sowie vom Ablegen der Eier einer Riesenschildkröte und vom Schlüpfen des Nachwuchses. Am Inselriff füttern die Taucher über mehrere Wochen Fische an, darunter einen 25 kg schweren Zackenbarsch, den sie „Jojo“ taufen. Der „zutrauliche“ Fisch begleitet die Taucher bis hinauf zu ihrer Druckausgleichsstufe und wird aufgrund seiner Gefräßigkeit kurzzeitig in den Haifkäfig gesperrt. Die Mannschaft der Calypso reist schließlich ab. Cousteau als Off-Sprecher verkündet, dass man bislang nur einen winzigen Teil des Meeres, „seine obere Schicht“, berührt habe. In naher Zukunft werde man noch tiefer vordringen, wo viele Entdeckungen „in der Welt der Stille“ warten würden.

## Entstehungsgeschichte
Jacques-Yves Cousteau hatte noch zu Zeiten, als er mit angehaltenem Atem tauchte, einen ersten Dokumentar-Kurzfilm (Par dix-huit mètres de fond, 1943) realisiert, dem weitere gefolgt waren. 1953 veröffentlichte er unter dem Titel Le Monde du silence (dt.: Die schweigende Welt) ein erfolgreiches Buch über seine Unterwasser-Abenteuer, das in 22 Sprachen veröffentlicht wurde und sich mehr als fünf Mio. Mal verkaufen sollte. Cousteau hegte zwar kein Interesse an einer Verfilmung des Buches, plante aber daraufhin einen ersten Spielfilm über die Unterwasserwelt zu drehen. Er empfand es als falsch, die seinen Angaben zufolge „wahren Inhalte“ des Buches nachzuspielen.
Ursprünglich habe Cousteau den Film laut Louis Malle gemeinsam mit Jacques Ertaud als „Einmannfilmcrew“ realisieren wollen. Ertaud trug sich aber zum damaligen Zeitpunkt mit Heiratsabsichten, was Cousteau nervös gemacht habe. Trotz der Zusammenarbeit mit zwei anderen Kameramännern, wandte sich Cousteau an den Direktor der Pariser Filmhochschule Institut des hautes études cinématographiques (IDHEC) und fragte im Rahmen der Sommerferien 1953 nach Ersatz. Louis Malle, der die Ausbildung am IDHEC als zu theoretisch empfand, war zum damaligen Zeitpunkt Klassensprecher. Er erfuhr so als einer der ersten vom Angebot, während sich seine Kommilitonen mehr für die Arbeit beim Spielfilm interessiert hätten. Malle, der zuvor nur Filme mit der 8-mm-Kamera seines Vaters gedreht hatte, traf sich mit Cousteau, gab vor, Wissen über Schnitt und Fotografie zu besitzen und reiste daraufhin nach Marseille, wo er an Bord der Calypso ging. Cousteau zeigte sich beeindruckt von der Intelligenz Malles.

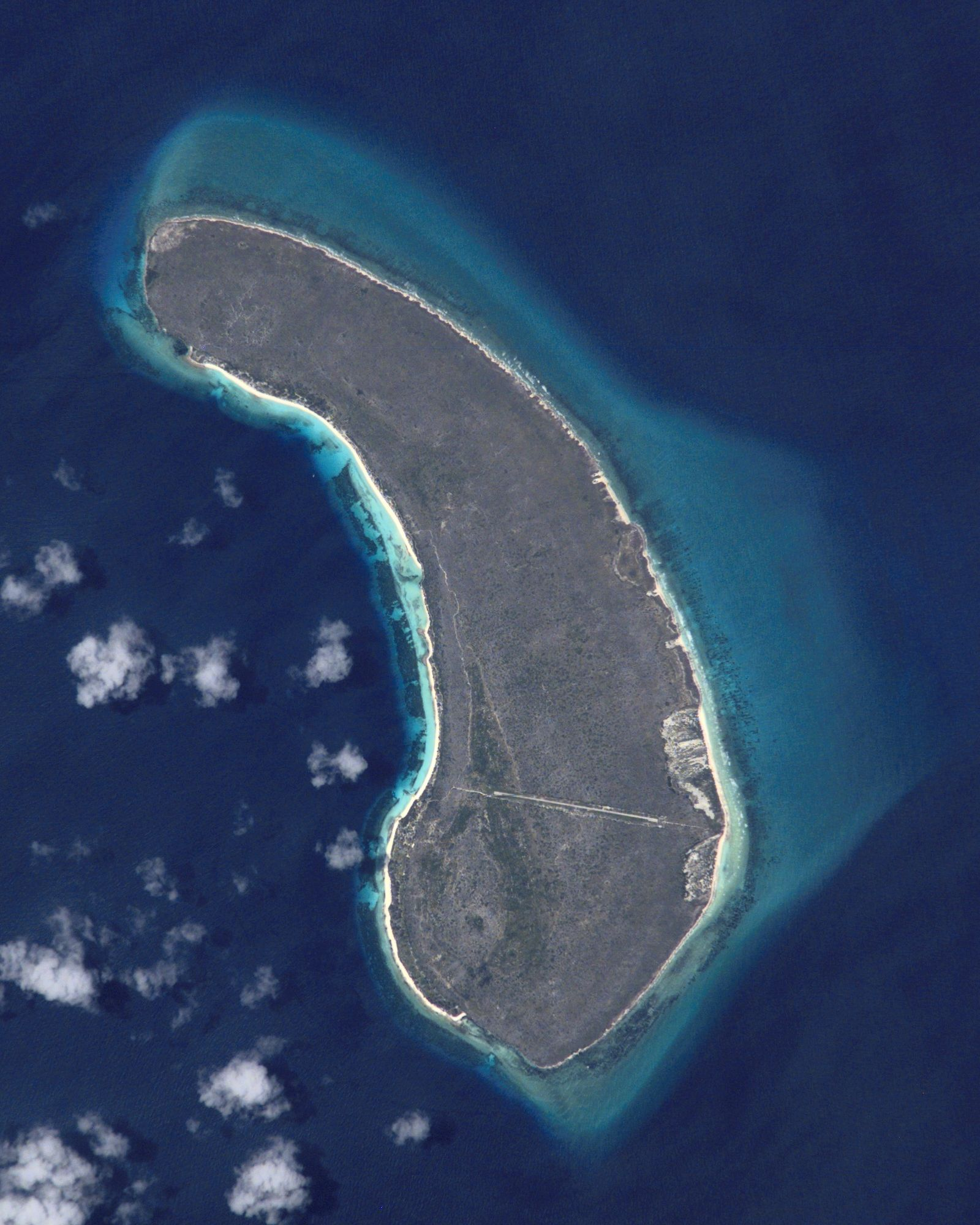
Satellitenbild der Insel Assomption (2001), wo ein Teil der Dreharbeiten stattfand

Am Ende des Sommers, in dem er Tauchen und die Kameraarbeit unter Wasser gelernt hatte, bat Cousteau den 20-jährigen Malle zu bleiben, da Ertaud tatsächlich heiraten wollte. Daraufhin verließ Malle das IDHEC und machte sich im ersten Jahr mit Regie, Kamera und Schnitt vertraut. Malle bevorzugte die praktische Arbeit und hatte eigenen Angaben zufolge Interesse an dieser Art des Filmemachens gefunden: „[…] ich befand mich in einem permanenten Zustand des Staunens über das, was wir filmten. Wir mussten die Regeln erfinden: Es gab nichts, worauf wir uns hätten beziehen können, es war einfach zu neu. Da wir unter Wasser waren, verfügte die Kamera allein dadurch über eine Beweglichkeit und Geschmeidigkeit, womit wir die unglaublichsten Einstellungen filmten, die an Land nur mit einer Kombination von Kran und immensen Kamerafahrten erzielt werden können. Für uns war das so einfach wie atmen, weil es Teil der Bewegung des Tauchens war.“ Die eigentlichen Dreharbeiten im Mittelmeer, Roten Meer, Indischen Ozean und Persischen Golf fanden von 1954 bis 1955 über einen Zeitraum von elf Monaten statt. In dieser Zeit legte die Calypso eine Strecke von 24.000 Kilometern zurück, während die Taucher laut Cousteau insgesamt 5000 Tauchgänge absolvierten. Neben den vom 25-jährigen Chemieingenieur André Laban konstruierten 35-mm-Kameras „SM-2“ wurden beim Dreh von Marcel Dratz entwickelte farbechte Unterwasser-Weitwinkel-Objektive verwendet. Für die Beleuchtung wurde auf fünf 6000-Watt-Lampen zurückgegriffen, die vom Meerwasser gekühlt werden sollten, aber bei den Dreharbeiten im Roten Meer dennoch zu Bruch gingen.
Ursprünglich hatte die Mannschaft geplant, Unterwasserszenen an 1951 von ihnen entdeckten Korallenriffen vor den Küsten Sudans und Jemens aufzunehmen. Die Taucher fanden aber die Korallengärten in einem Fall zerstört vor, im anderen Fall war das Meer so stark mit Algen durchsetzt, dass die Dreharbeiten nicht stattfinden konnten. Die Crew wich daraufhin auf die Korallenriffe der Insel Assomption, auf den Seychellen, aus. Cousteau und seine Mannschaft verbrachten dort sechs Wochen. Nachdem ihr Nahrungsvorrat aufgebraucht war, verpflegten sie sich laut Cousteau zweimal am Tag mit gefangenen Schildkröten.
Während der Arbeit an dem Film kam es zu diversen Meinungsverschiedenheiten zwischen Malle und Cousteau. Der junge Filmstudent war zu jener Zeit von den Werken Robert Bressons beeinflusst und legte Wert auf lange Einstellungen, die für sich selbst stehen sollten. Cousteau wiederum vertraute auf Inszenierungstricks, um der Sensationslust der Zuschauer entgegenzukommen und bevorzugte eine melodramatische und unbeschwerte Erzählweise. „Ich war der Ansicht, dass der Film absolut rein bleiben sollte und dass wir nicht auf Techniken zurückgreifen durften, die wir heute unter dem Begriff Dokudrama kennen“, so Malle Jahrzehnte später. Cousteau habe sich immer vom Spielfilm angezogen gefühlt und nach Möglichkeiten gesucht, „den Rahmen des Dokumentarfilms zu sprengen“. Obwohl Malle seine Meinung Cousteau nicht vorenthielt, sei er sich jedoch völlig darüber im Klaren gewesen, dass Die schweigende Welt Cousteaus Film war.
Malle verbrachte insgesamt vier Jahre mit Cousteau an dem Filmprojekt. Es entstand 30.000 Meter an Filmmaterial, das in Paris zur finalen Fassung geschnitten wurde. Der Film übernahm trotz abweichender Handlung den Titel von Cousteaus erfolgreichem Buch.

## Rezeption
Dem Film war nach seiner Uraufführung im Mai 1956 bei den Internationalen Filmfestspielen von Cannes großer Erfolg bei Kritikern und beim internationalen Publikum beschieden und wurde in 120 Länder verkauft. Der einflussreiche französische Filmkritiker André Bazin pries die Schönheiten des Films als unbeschreiblich, und da sie solche der Natur seien, könne man ebenso gut Gott kritisieren.
In Deutschland fand vor allem die kameratechnische und farbliche „Meisterleistung“ der Unterwasseraufnahmen großen Anklang. Die schweigende Welt rausche in seiner abendfüllenden Länge „wie ein Traumabenteuer“ vorbei, so die zeitgenössische Kritik des film-diensts. Die einzelnen Film-Episoden hätte „ihre eigene, sachliche Dramatik, oder stattdessen auch Stimmungswerte in ganz hoher Verdichtung.“ Die Frankfurter Allgemeine Zeitung lobte den Film ebenso vor allem für seine „unwirklich schöne[n]“ und zauberreichen Unterwasseraufnahmen, die eine „Natur ohne Romantik“ zeige. Der Spiegel pries den Film in einer Kurzkritik als „eine anmutige Bestandsaufnahme des fremdartigen unterseeischen Farben- und Formenzaubers“, bedauerte aber den Zusammenschnitt der Aufnahmen auf Spielfilmlänge.
Die schweigende Welt fand ebenfalls bei der Fachkritik in den Vereinigten Staaten Anklang, wo der Film ebenfalls mit Auszeichnungen bedacht wurde. Bosley Crowther (The New York Times) pries die Produktion anlässlich ihres US-amerikanischen Kinostarts als „sicherlich schönste und faszinierendste Dokumentation ihrer Art, die jemals gefilmt“ wurde. Er hob die „intelligent und humorvoll“ eingerichtete Intimität mit den Entdeckern hervor, die weitgehend verantwortlich für „das lebendige Gefühl der Teilhabe“ an dem Film sei. In einer später erschienenen Kritik verglich Crowther den „schönen und faszinierenden Naturfilm“ mit den Naturdokumentationen Walt Disneys, die zum damaligen Zeitpunkt über keine Unterwasser-Dokumentationen verfügten. Die Disney-Werke würden im Gegensatz zu Die schweigende Welt nicht das „wahre Leben“ abbilden und stattdessen nur geschickte Ausschnitte mit Musik zu einem „theatralischen Erfolg“ kombinieren. Bis auf die Episode mit dem „tanzenden“ Zackenbarsch sei ein solcher „Disneyismus“ nicht im Film von Cousteau und Malle erkennbar. Jedoch würden die Ergebnisse aus Cousteaus Forschungsreise nicht näher erläutert werden. Die Los Angeles Times lobte die französische Produktion als „Wunderfilm“ und als „ein Ereignis von einzigartiger Menschlichkeit“. Die französische Sichtweise der Erzählung sei sehr attraktiv, während die „wunderbaren Unterwasseraufnahmen unübertroffen“ seien.

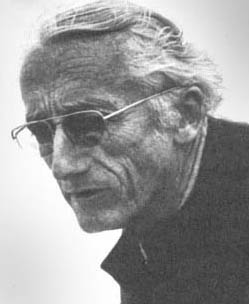
Jacques-Yves Cousteau (1976)

Dem Film folgten zahlreiche weitere ähnlich konzipierte Spiel- und Fernsehproduktionen, darunter der ebenfalls mit dem Oscar prämierte Dokumentarfilm Welt ohne Sonne (1964) und Geheimnisse des Meeres (1966–1976), die in der Bundesrepublik Deutschland 13 Jahre lang zu den beliebtesten Fernsehserien zählte. Eine erneute Zusammenarbeit mit Cousteau habe der in den folgenden Jahrzehnten etablierte Spielfilmregisseur Louis Malle abgelehnt („Ich glaube, meine eigenen Dokumentarfilme sind das Äußerste, was ein Dokumentarfilm sein kann, das Äußerste an ‚cinéma direct‘“).
Heute wirken die künstliche dramatische Form und die arrangierten Dialoge von Die schweigende Welt auf den Zuschauer veraltet. Kritischer wird heute mit der wachsenden Bedeutung des Umweltschutzes auch das Töten der Haie im Film sowie die dargestellte Dynamitfischerei betrachtet. Dennoch wird Die schweigende Welt gemeinsam mit Cousteaus Welt ohne Sonne und den Arbeiten von Hans Hass (Menschen unter Haien, 1947; Abenteuer im Roten Meer, 1951) zu den bedeutendsten Beiträgen des Unterwasserfilms gezählt.
2011 gab der französische Fernsehsender France 2 mit Zustimmung von Cousteaus Witwe Francine Triplet bekannt, eine Neuauflage von Die schweigende Welt als Dokumentarfilmreihe in zwei Staffeln mit je sechs einstündigen Folgen zu planen. Die fast eine Mio. Euro teure Koproduktion mit einem brasilianischen Sender und dem US-amerikanischen Discovery Channel werde Cousteaus jüngsten Sohn Pierre-Yves zeigen, wie er auf dem zweiten Forschungsschiff seines Vaters, der Alcyone, die Orte aus Die schweigende Welt erneut aufsucht, um zu zeigen, wie sie sich entwickelt haben. Eine zweite Mission solle ihn entlang der Küste Zentral- und Südamerikas, von Mexiko bis Chile, führen.

## Auszeichnungen
Die schweigende Welt nahm 1956 am Wettbewerb der 9. Internationalen Filmfestspiele von Cannes teil, wo die Produktion unter Jurypräsident Maurice Lehmann als erster Dokumentarfilm mit der Goldenen Palme ausgezeichnet wurde (erst 2004 sollte mit Michael Moores Fahrenheit 9/11 eine weitere Dokumentation den Hauptpreis von Cannes gewinnen). Malle sprach von einem Kompromiss der Jury. Sie habe sich im Streit nicht auf die ebenfalls im Wettbewerb befindliche Komödie Das Lächeln einer Sommernacht von Ingmar Bergman einigen können, die schließlich einen Sonderpreis für ihren poetischen Humor erhielt. Im selben Jahr folgte für Die schweigende Welt eine Auszeichnung des US-amerikanischen National Board of Review als Bester fremdsprachiger Film.
1957 ließ die Association Française de la Critique de Cinéma Die schweigende Welt gemeinsam mit René Clairs Das große Manöver den Prix Méliès als besten französischen Film zukommen. Im selben Jahr folgte der Oscar als Bester Dokumentarfilm sowie eine Nominierung für den British Film Academy Award in derselben Kategorie.